# Klupci (Loznica)
Pour les articles homonymes, voir Klupci.
Klupci (en serbe cyrillique : Клупци) est une localité de Serbie située sur le territoire de la Ville de Loznica, district de Mačva. Au recensement de 2011, elle comptait 7 031 habitants.
Klupci est officiellement classé parmi les villages de Serbie.

## Démographie

### Évolution historique de la population
| 1948 | 1953  | 1961  | 1971  | 1981  | 1991  | 2002  | 2011  |
| ---- | ----- | ----- | ----- | ----- | ----- | ----- | ----- |
| 902  | 1 088 | 2 104 | 4 222 | 5 592 | 6 885 | 7 297 | 7 031 |

|  |